# آنجار (گجرات)
آنجار (به انگلیسی: Anjar) یک منطقهٔ مسکونی در هند است که در Anjar Taluka واقع شده‌است. آنجار _________ نفر جمعیت دارد و ۸۱ متر بالاتر از سطح دریا واقع شده‌است.